# Nha Trang Dolphins
Il Nha Trang Dolphins  sono una società professionista di basket con sede nella città di Nha Trang in Vietnam. I colori sociali della società sono il Giallo e l'Azzurro, la squadra compete nella massima categoria nazionale, la Vietnam Basketball Association.

## Storia
La squadra dei Dolphins venne creata nel 2020 come rappresentante della città costiera di Nha Trang per la Vietnam Basketball Association, diventando così la settima squadra partecipante alla competizione. 
Dopo essere arrivati alle semifinali nella stagione 2022, nella stagione successiva, la 2023, la squadra ha raggiunto il suo miglior risultato fino ad oggi nella Vietnam Basketball Association; dopo aver concluso al terzo posto la classifica della stagione regolare, la squadra arrivò fino alla serie finale valevole per il titolo, dove però sono usciti sconfitti dal Saigon Heat che si impose per 3-1 nella sfida.

## Cronistoria
| Stagione | Allenatore    | Regular Season | Regular Season | Regular Season | Regular Season | Post Season     | Post Season     | Post Season     | Post Season                                         |
| Stagione | Allenatore    | Vittorie       | Sconfitte      | % Vittorie     | Posizione      | Vittorie        | Sconfitte       | % Vittorie      | Risultato                                           |
| -------- | ------------- | -------------- | -------------- | -------------- | -------------- | --------------- | --------------- | --------------- | --------------------------------------------------- |
| 2020     | Ryan Marchand | 4              | 8              | .333           | 6º             | Non Qualificata | Non Qualificata | Non Qualificata | Non Qualificata                                     |
| 2021     | Robert Newson | 0              | 7              | .000           | 8º             | 0               | 2               | .000            | Quarti di Finale; Stagione annullata causa COVID-19 |
| 2022     | Todd Purves   | 7              | 5              | .583           | 3º             | 0               | 2               | .000            | Semi Finali                                         |
| 2023     | Predrag Lukic | 12             | 6              | .667           | 3º             | 3               | 3               | .500            | Finali                                              |
| 2024     | Chris Daleo   | 11             | 9              | .550           | 4º             | 0               | 2               | .000            | Semi Finali                                         |
| Totale   | Totale        | 34             | 23             | .597           |                | 3               | 7               | .300            |                                                     |

## Organico

### Roster 2023-2024
Il roster per la stagione 2023-2024
|    | Naz.                                        | Ruolo | Sportivo          | Anno | Alt. | Peso |  |
| -- | ------------------------------------------- | ----- | ----------------- | ---- | ---- | ---- |  |
| 0  | Vietnam (bandiera)                          | PG    | Lan Hong Gia      | 1990 | 174  | 70   |  |
| 2  | Vietnam (bandiera)                          | G     | Phùng Quốc Hưng   | 2001 | 185  | 80   |  |
| 3  | Stati Uniti (bandiera)                      | G     | Madarious Gibbs   | 1993 | 185  | 86   |  |
| 6  | Vietnam (bandiera)                          | AP    | Vin Nguyen Phuc   | 2002 | 198  | 87   |  |
| 10 | Vietnam (bandiera)                          | G     | Khai Phan Nguyen  | 1998 | 175  | 74   |  |
| 12 | Vietnam (bandiera)                          | AP    | Ahn Hua Ky        | 2003 | 190  | 87   |  |
| 13 | Stati Uniti (bandiera)                      | AG    | Robert Sampson    | 1992 | 205  | 105  |  |
| 15 | Vietnam (bandiera)                          | AP    | Tham Son Mihn     | 1999 | 187  | 83   |  |
| 27 | Vietnam (bandiera)                          | G     | Sang Lam Quang    | 1995 | 178  | 76   |  |
| 32 | Vietnam (bandiera) · Stati Uniti (bandiera) | C     | Dominique Tham    | 1996 | 195  | 107  |  |
| 77 | Vietnam (bandiera)                          | G     | Phuc Nguyen Hoang | 2003 | 180  | 80   |  |
| 84 | Vietnam (bandiera)                          | PG    | Quang Huynh Vinh  | 1999 | 174  | 70   |  |

### Staff tecnico
| Ruolo           | Nome        |
| --------------- | ----------- |
| Capo Allenatore | Chris Daleo |